# Elizabeth Moutzan-Martinegou
Elizabeth Moutzan-Martinegou (Zacinto, octubre de 1801-noviembre de 1832), fue una escritora griega. Ha sido considerada como la primera mujer escritora en la Grecia moderna. Escribió poesía, más de quince obras de teatro y obras sobre economía y teoría poética, además de traducir obras de literatura clásica como la Odisea y la tragedia de Esquilo Prometeo atado. Una de sus obra más conocidas es su autobiografía.

## Biografía
Nacida en 1801, Elizabeth Moutzan proviene de una familia aristocrática de la isla de Zante. Recibió una educación domiciliaria por parte de preceptores religiosos, educación que ella misma completa de forma autónoma. Aprende varios idiomas, incluyendo el griego antiguo, italiano y francés. Apasionada por la literatura y el conocimiento, se dedicó a escribir poemas, obras de teatro en griego e italiano y traducciones de literatura griega antigua. Su deseo hubiera sido poder dedicarse completamente al estudio y a la escritura, pero sus padres la obligan a casarse, aunque encuentran dificultades para encontrarle marido en la isla. Finalmente se le encuentra marido, Nicolás Martinegos, pero éste retrasa la celebración del matrimonio debido a negociaciones, durante 16 meses. Su matrimonio se celebra finalmente en verano de 1831. Tuvieron un hijo llamado Elisavetios Martinegos, pero debido a complicaciones durante el parto, Elizabeth murió el 9 de noviembre de 1932, dos semanas después de su nacimiento.

## Obra
Ha escrito una veintena de obras de teatro en griego e italiano. Ha traducido textos antiguos y compuesto algunos poemas. Su autobiografía, imbuida de postulados filosóficos de La Ilustración, también incluye reflexiones sobre la Revolución francesa y la esclavitud de la mujer, siendo una de las primeras expresiones feministas griegas. Esta autobiografía fue publicada póstumamente por su hijo en 1881, en un volumen que incluía también algunos de sus poemas. La mayoría de sus otros trabajos fueron destruidos en el terremoto de las Islas Jónicas de 1953.